# Citroën ZX
La Citroën ZX est une automobile compacte, produite en Europe par Citroën de 1991 à 1998, et en Chine sous l'appellation Citroën Fukang (puis Citroën Elysée et enfin Citroën C-Elysée) par Dongfeng Peugeot-Citroën Automobiles de 1992 à 2014.

## Historique
Lancée en mars 1991, la ZX ne remplace aucun modèle à son lancement puisqu'elle est le premier véhicule compact commercialisé par Citroën depuis la GS. Citroën propose ainsi une alternative aux Renault 19, Peugeot 309, Volkswagen Golf, Fiat Tipo et Ford Escort. L'objectif de vente du véhicule est de 230 000 véhicules par an, dont la moitié à l'export.

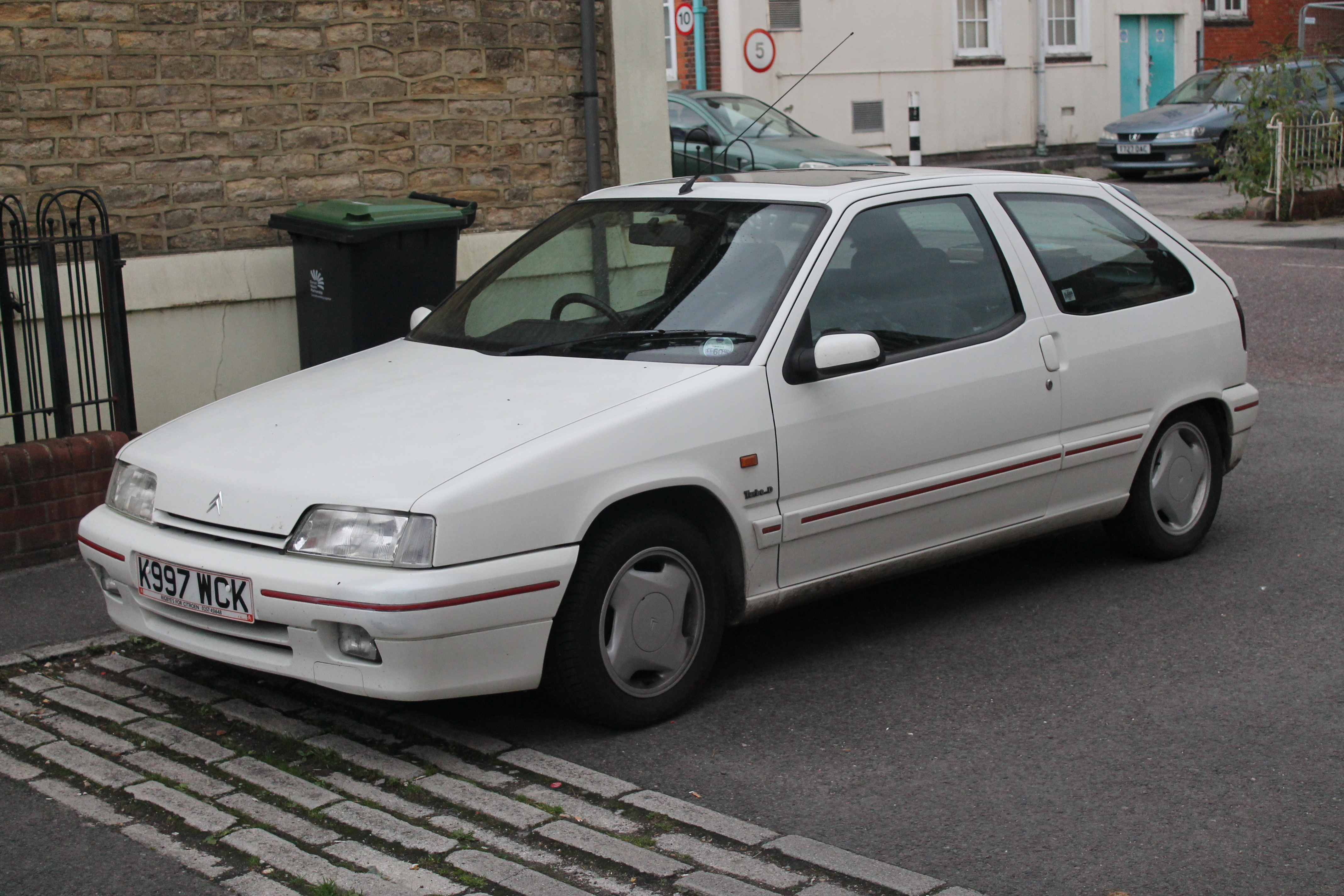
Citroën ZX phase 1 3 portes Volcane

La ZX est une traction à moteur transversal et pourvue d'un hayon. Elle est proposée à son lancement avec quatre niveaux d'équipement (Reflex, Avantage, Aura et Volcane) et quatre motorisations essence : 1,1 litre (60 ch) ; 1,4 litre (75 ch) ; 1,6 litre (89 ch) ; 1,9 litre (130 ch), réservé à la Volcane et remplacé ensuite par un 2 litres de 123 ch.
Un modèle spécial sportif, la ZX coupé 16v 2.0 essence (16 soupapes) de 155 ch puis 150 ch - ce moteur étrennant le système ACAV (admission à caractéristiques acoustiques variables) favorisant le couple aux bas régimes, point faible des moteurs à 4 soupapes par cylindre - vient compléter la gamme. Il sera porté à 167 ch en 1997 en abandonnant le système ACAV.
Les premiers essais de la ZX parus dans la presse spécialisée vantent sa maniabilité, sa tenue de route (l'essieu arrière "auto-directionnel" supprime l'inertie du train arrière dans les virages), son confort de suspension et son habitabilité (surtout sur les versions munies de la banquette arrière coulissante). Ces mêmes essais déplorent en revanche le sous-équipement général de série et l'absence de direction assistée, même en option, sur la plupart des modèles.
Deux ans plus tard vient s'ajouter un moteur Diesel de 1,9 litre (71 ch), atmosphérique ou turbocompressé (92 ch). La version diesel turbocompressé séduit par sa consommation et la vigueur de ses reprises.
Par la suite, le 1.8 essence 103 ch fera son apparition en même temps qu'un nouveau niveau de finition, ZX Furio, disponible uniquement en 3 portes.
La plate-forme de la ZX, reconnue pour son agilité et son confort, fut réutilisée comme base de la Peugeot 306 en 1993.

En janvier 1994, apparaît la ZX break, disponible en finitions Flash, Fugue et Reflex. En juillet 1994 (modèles 1995), la gamme ZX subit quelques retouches esthétiques (capot, calandre et boucliers modifiés) qui enlèvent au modèle une de ses rares touches d'originalité, l'absence de calandre avec une prise d'air à peine esquissée en bout de capot (dans le droit fil des DS, SM, CX et BX).

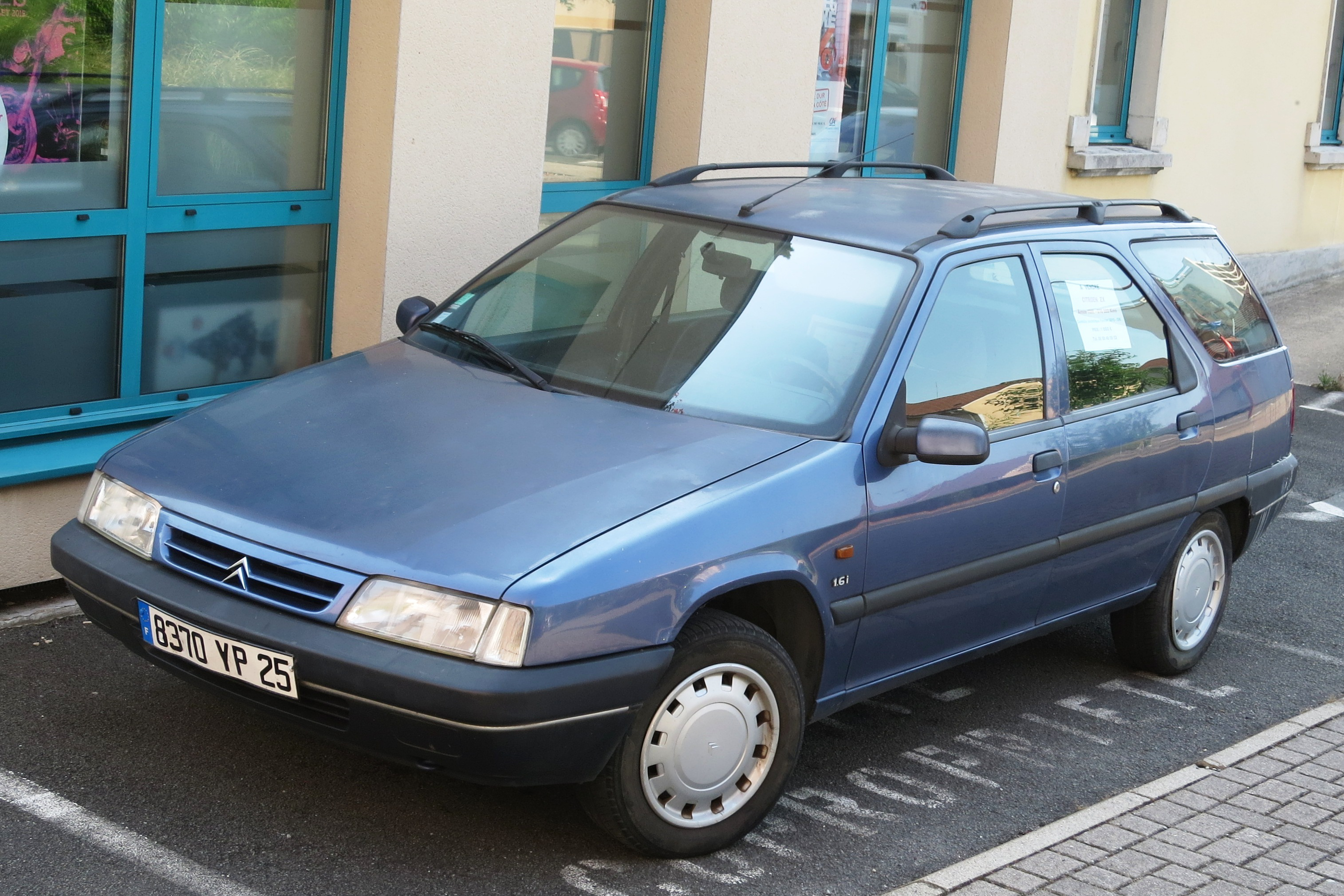
Citroën ZX phase 2 break
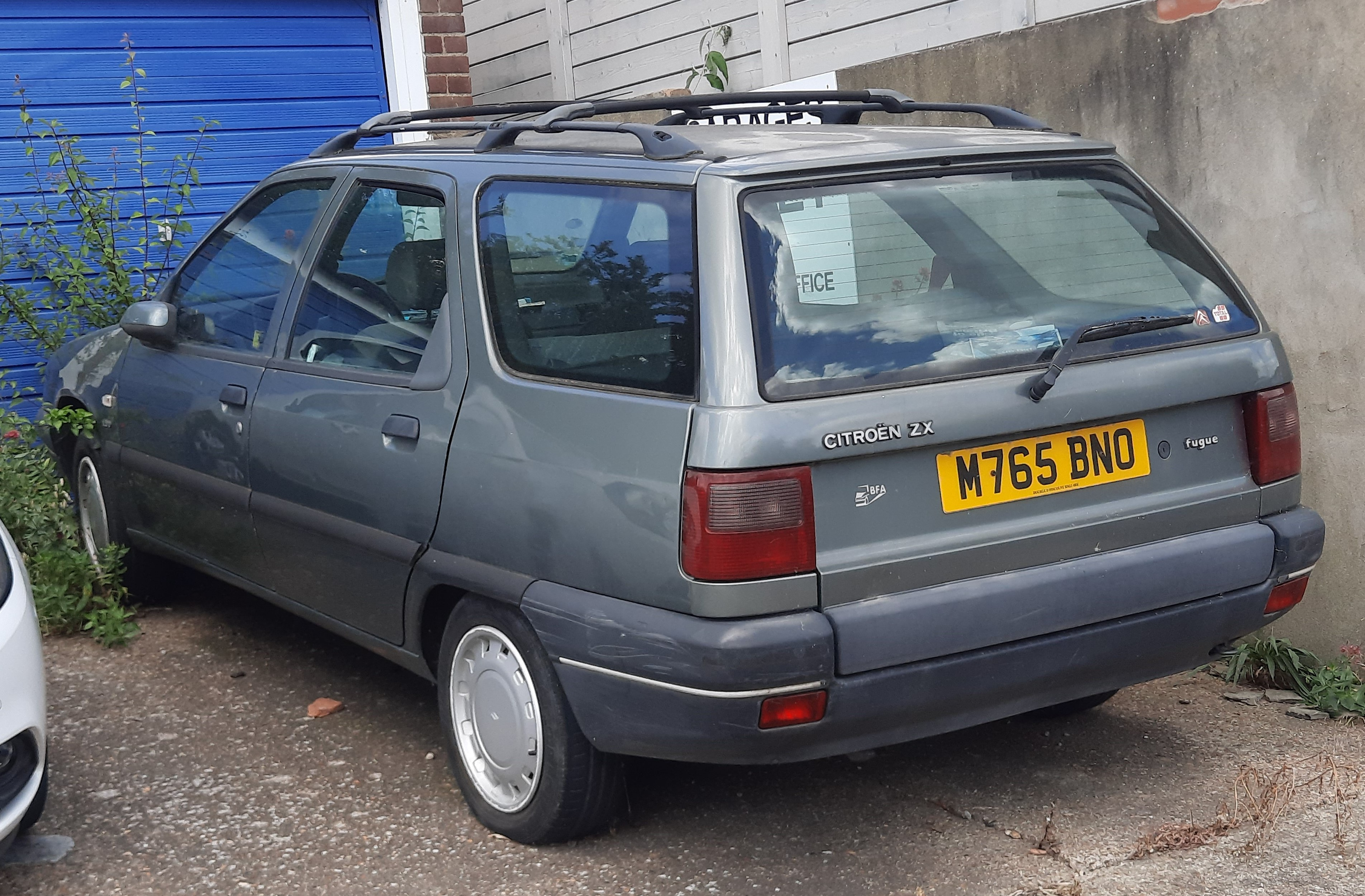
Citroën ZX phase 2 break
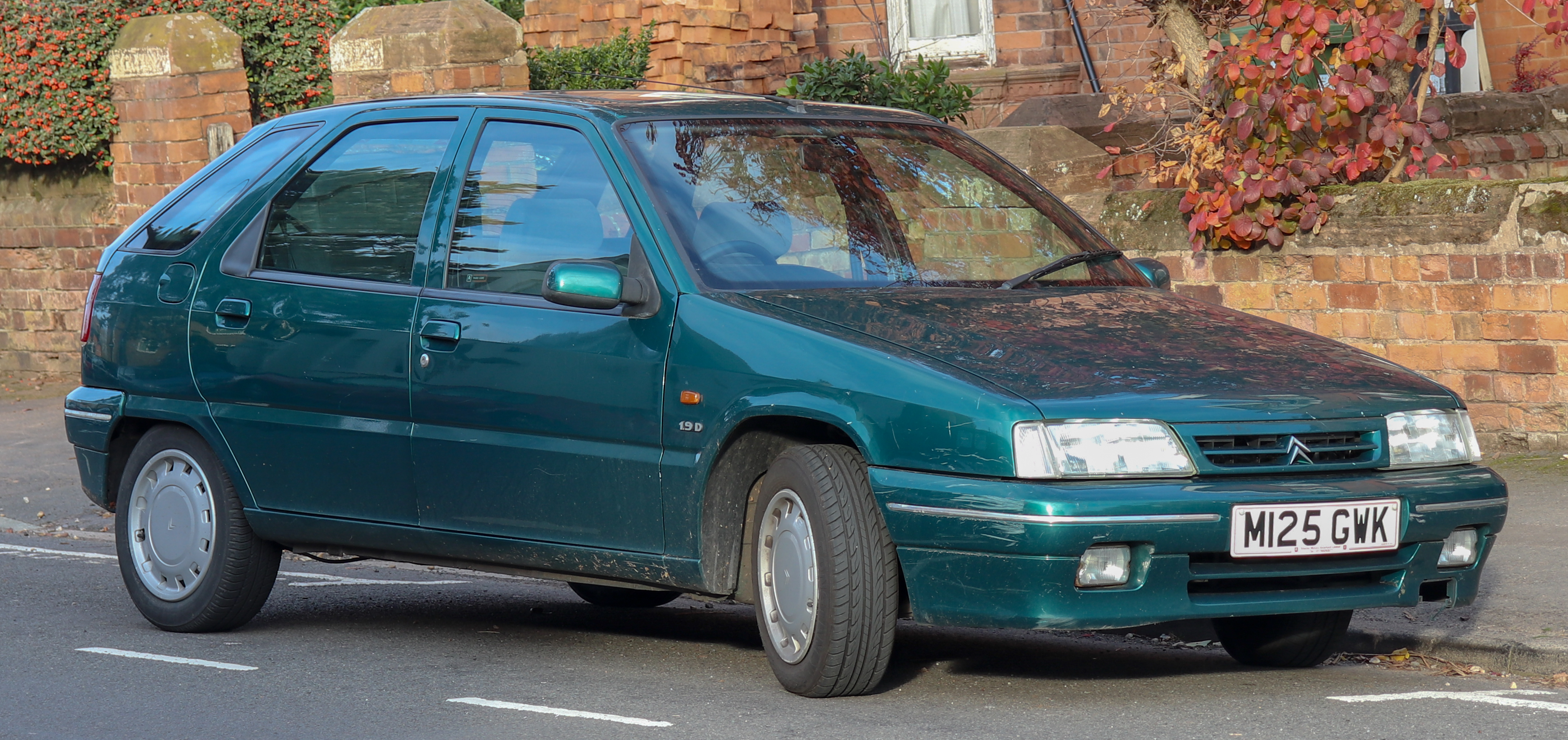
Citroën ZX phase 2 5 portes
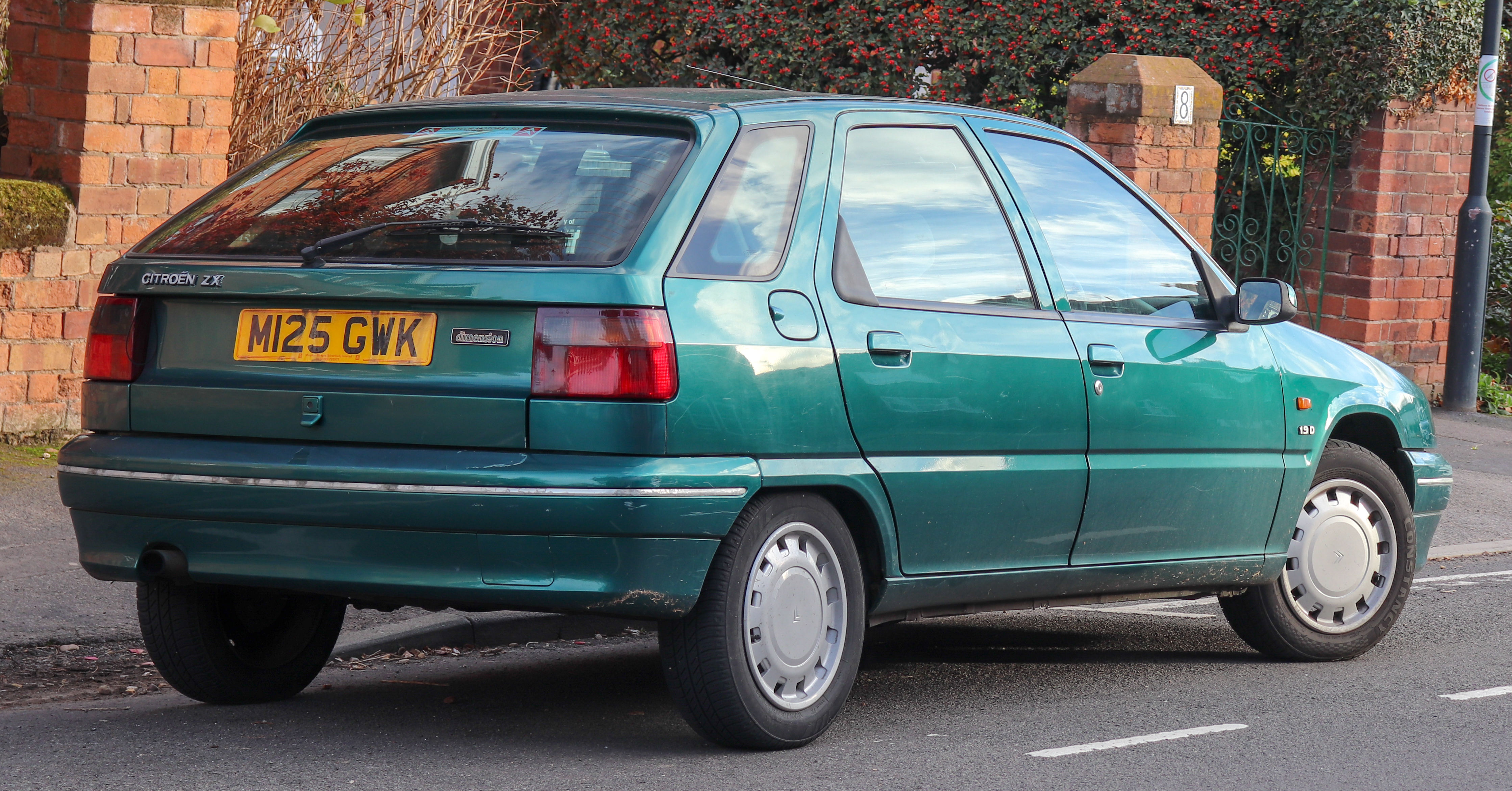
Citroën ZX phase 2 5 portes

En 1995, la ZX passe le cap du million d'exemplaires fabriqués.
En septembre 1997 elle est remplacée par la Citroën Xsara, qui reprend sa plate-forme et ses moteurs, mais sa fabrication en Europe se poursuit jusqu'en 1998.

## La ZX en Chine (1992-2014)
La ZX est produite en Chine, en version 5 portes et dans une inédite version 4 portes, réservée au marché local.
Entre 1992 et 2003, elle y était vendue sous le nom de Citroën Fukang. En 2002, la version 4 portes a subi un restylage et a été rebaptisée Citroën Elysée, tandis que la version à hayon continue sa carrière. En 2008, l'Élysée et la Fukang 5 portes ont reçu de nouvelles modifications et sont renommées Citroën C-Élysée. La C-Élysée bénéficie de faces avant et arrière remodelées et d'un tableau de bord emprunté à la Citroën Xsara.
Enfin, au printemps 2012, la C-Élysée a reçu de légères modifications.
La C-Élysée est remplacée à la fin 2013 par une deuxième génération quasi identique à la Peugeot 301, toujours fabriquée à Wuhan par Dongfeng Peugeot-Citroën Automobiles.

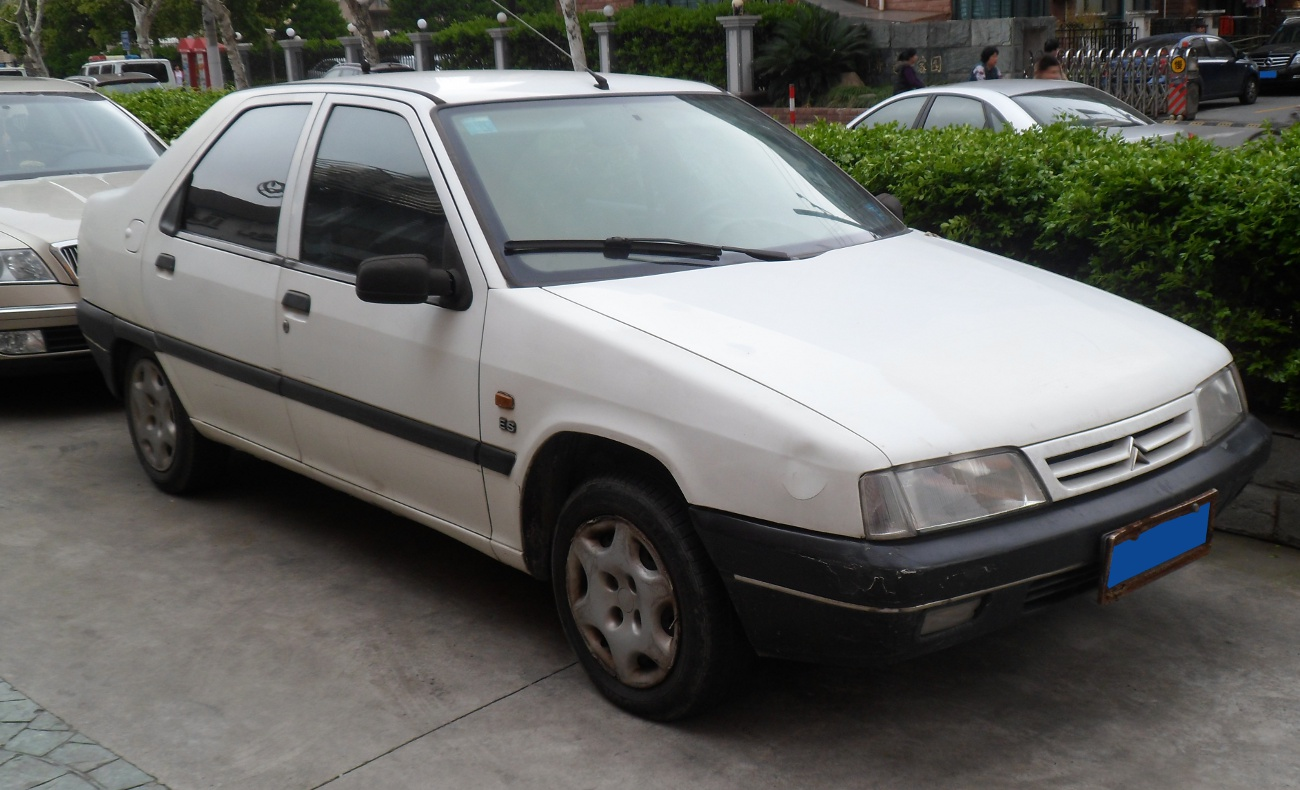
Citroën Fukang 4p
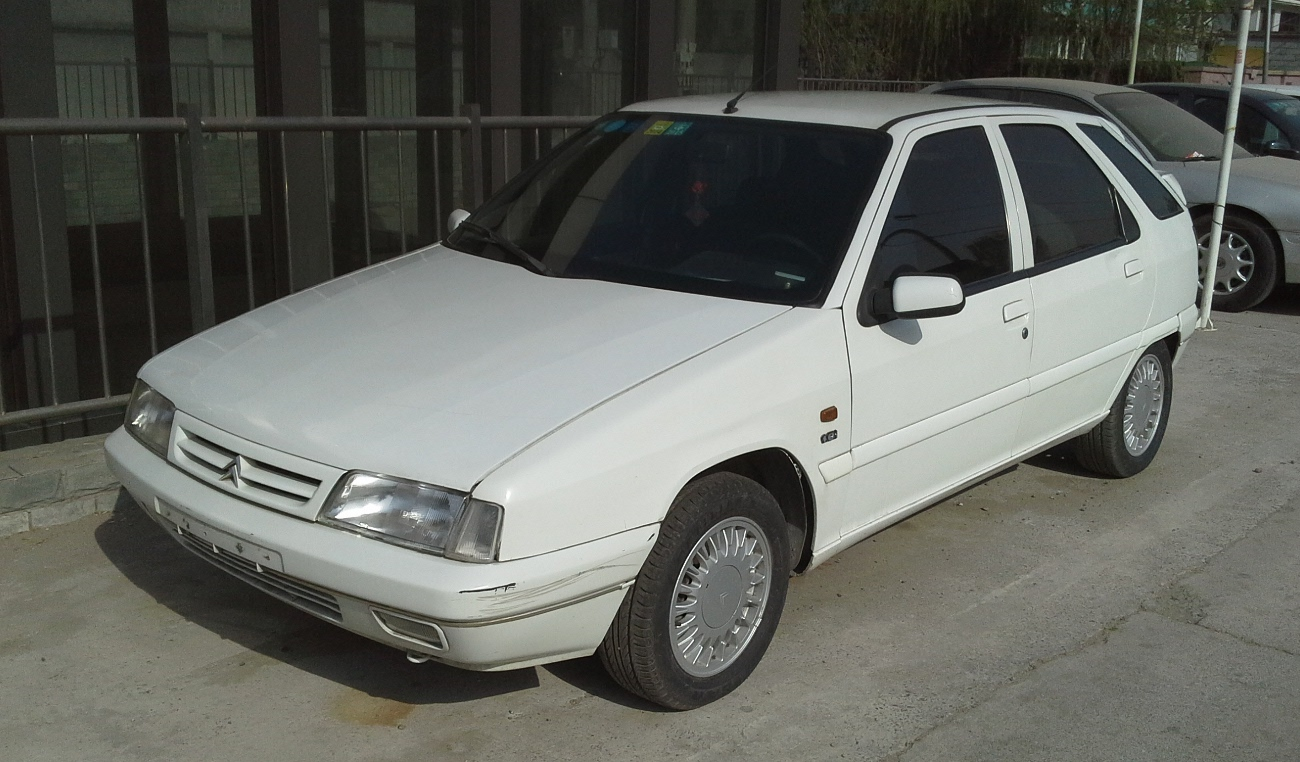
Citroën Fukang 5p
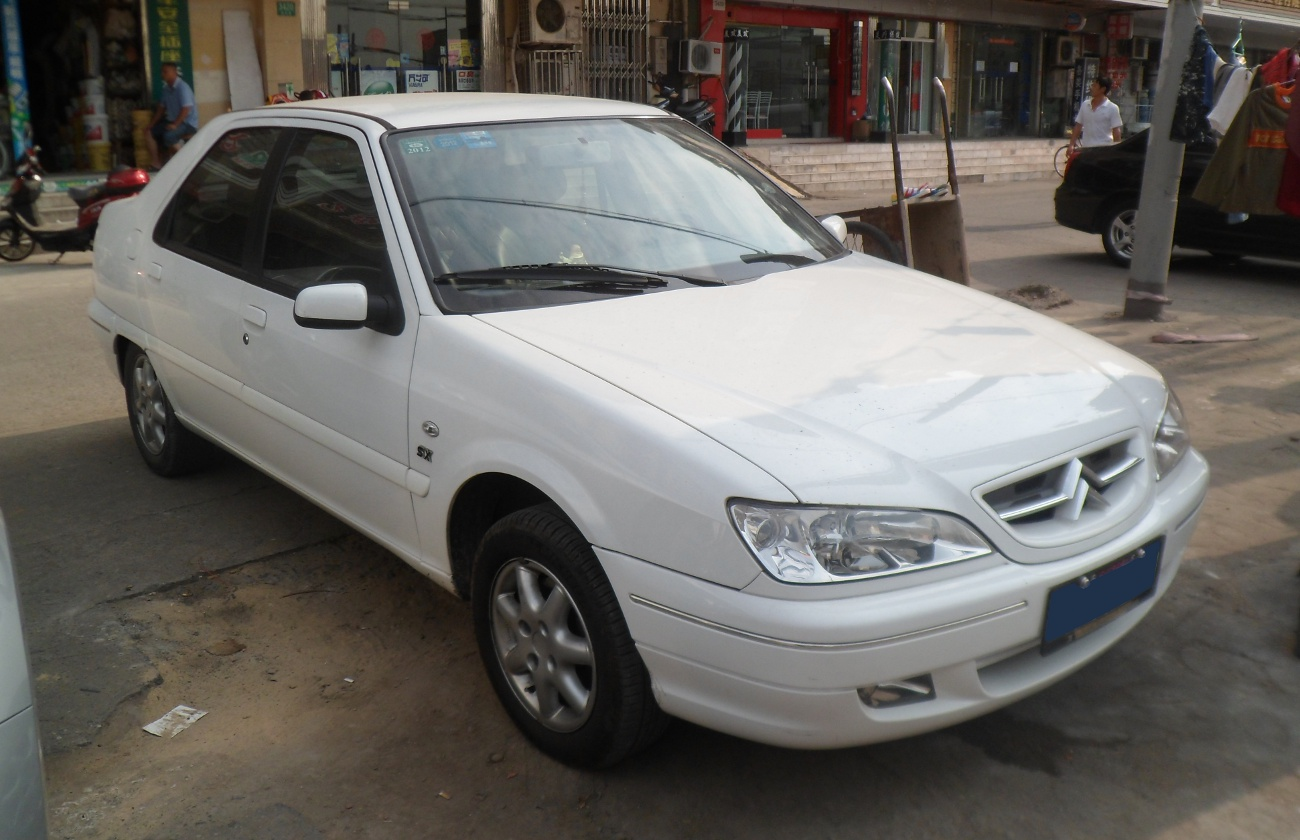
Citroën Elysée

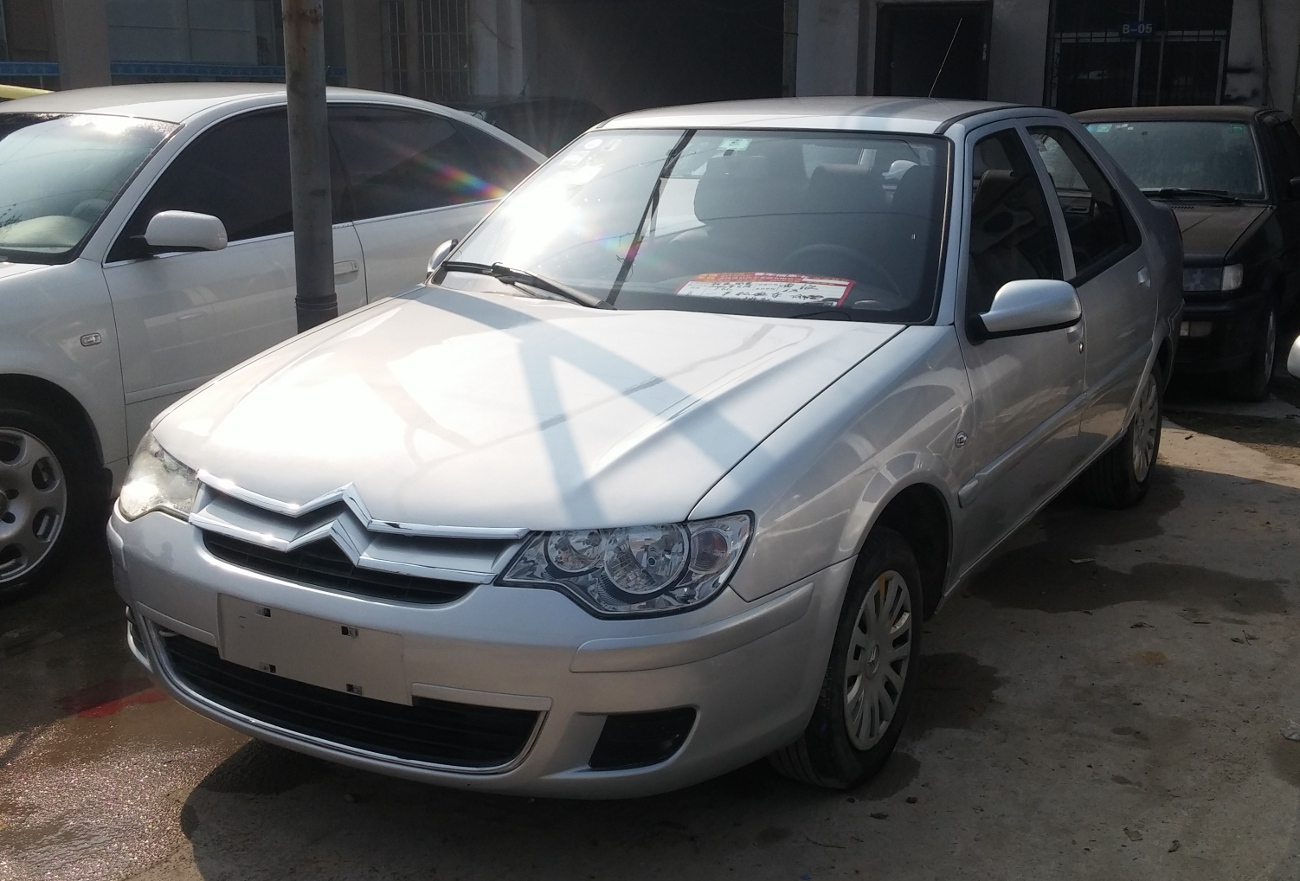
Citroën C-Elysée 4p
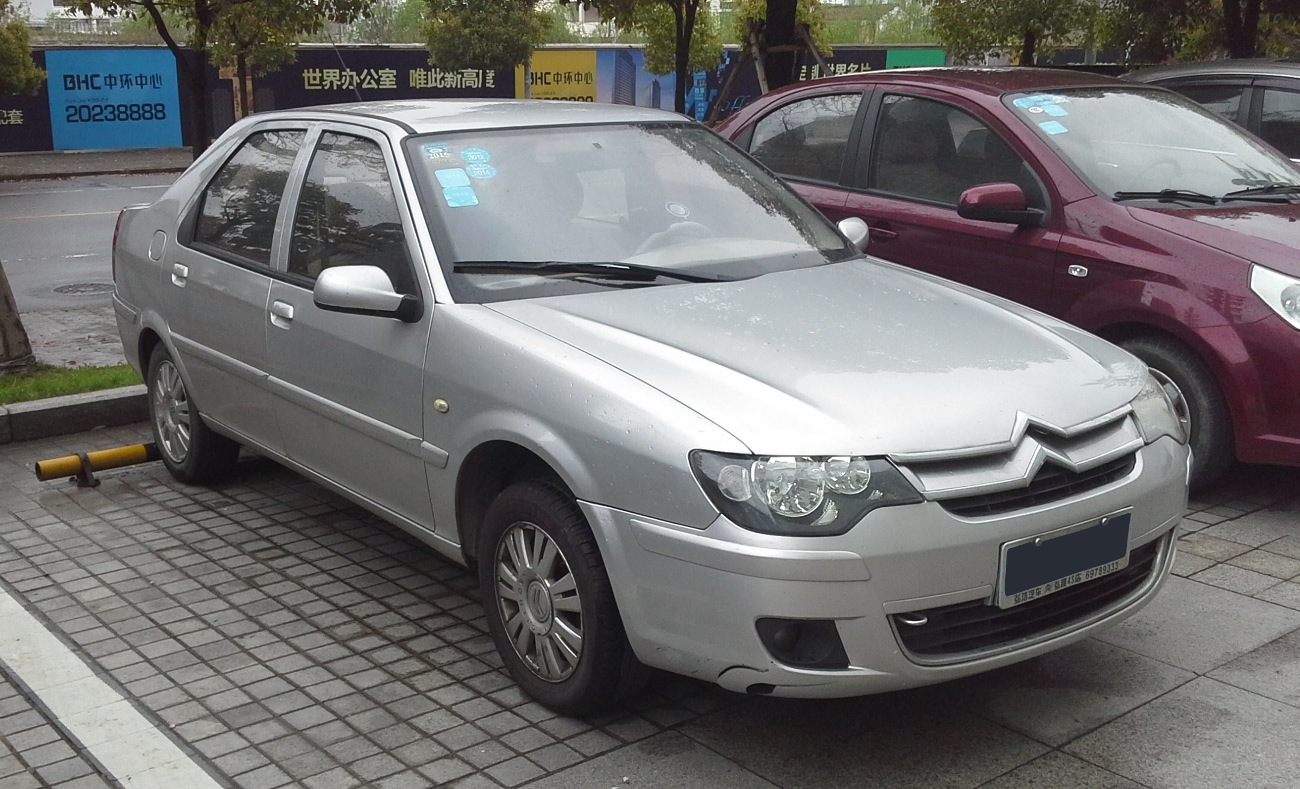
Citroën C-Elysée 4p phase 2
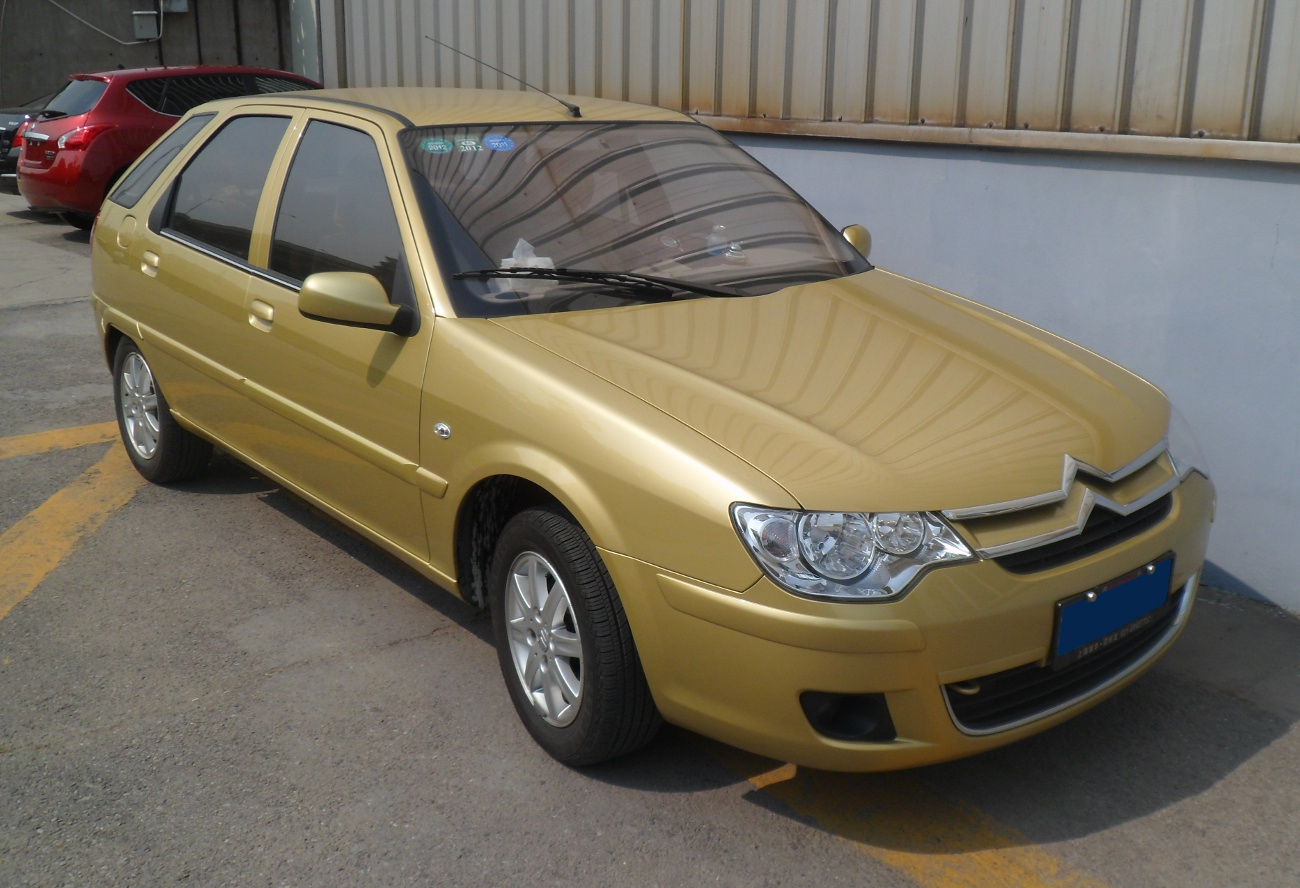
Citroën C-Elysée 5p

## Compétition

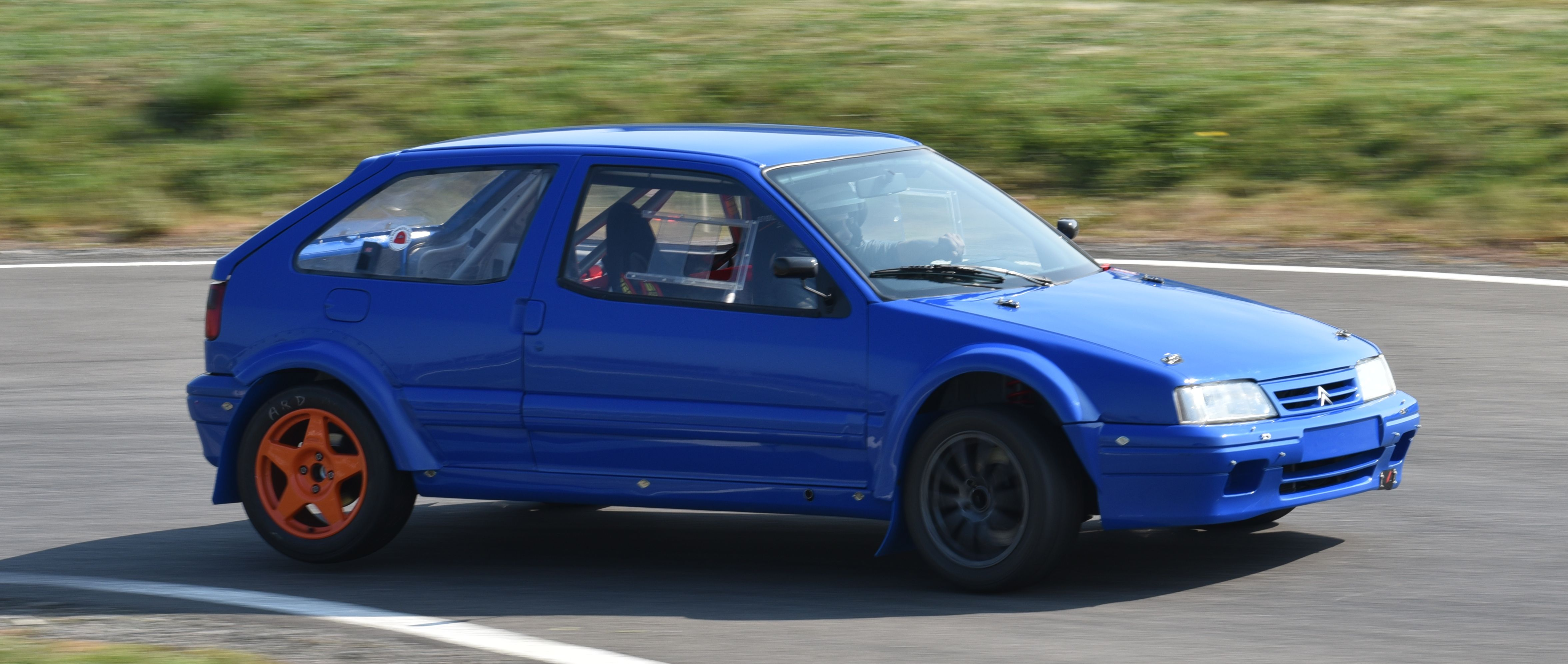
ZX Volcane de Rallye

Côté compétition, la Citroën ZX Rallye-raid s'est principalement distinguée pour ses quatre victoires au Rallye Dakar en 1991, 1994, 1995 et 1996 avec Ari Vatanen et Pierre Lartigue. Une version Kit-Car de la ZX fut également engagée en rallye, remportant le championnat d'Espagne en 1995 et 1997 avec Jesús Puras. En rallycross le suédois Kenneth Hansen lui a fait gagner le Championnat d'Europe Grand Tourisme en 1994 et 1996.

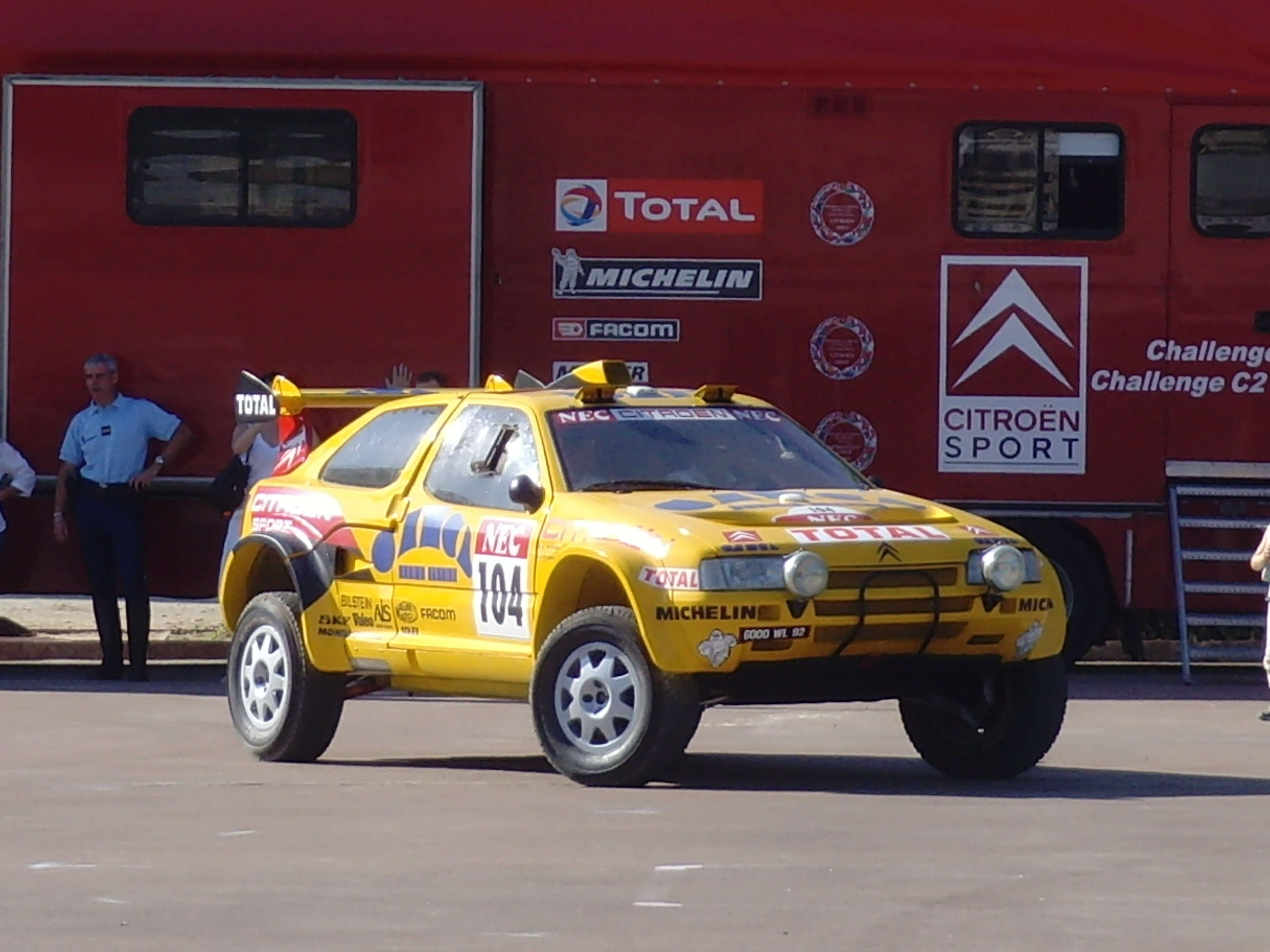
Citroën ZX Rallye-Raid 1991
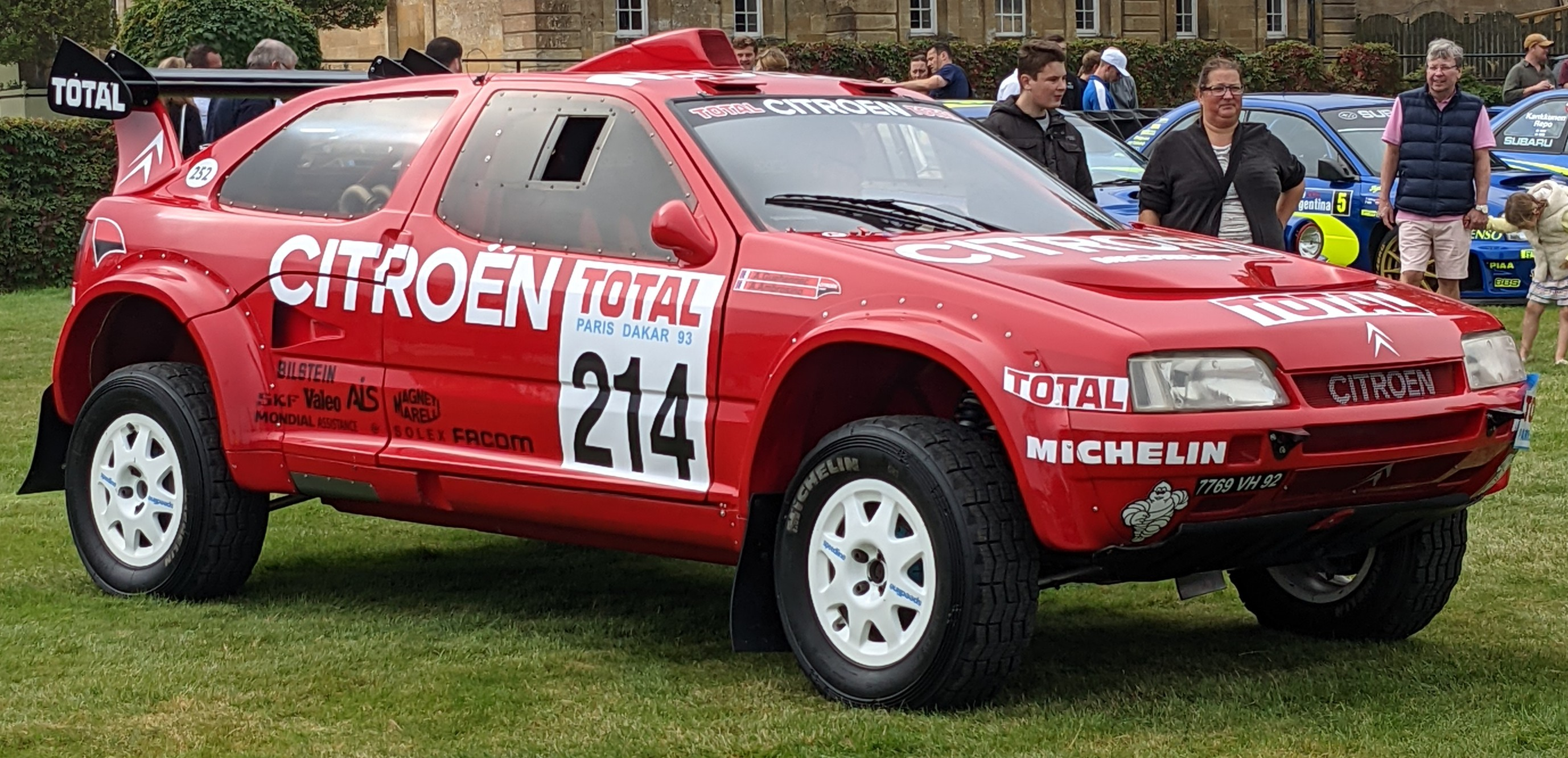
Citroën ZX Rallye-Raid 1993
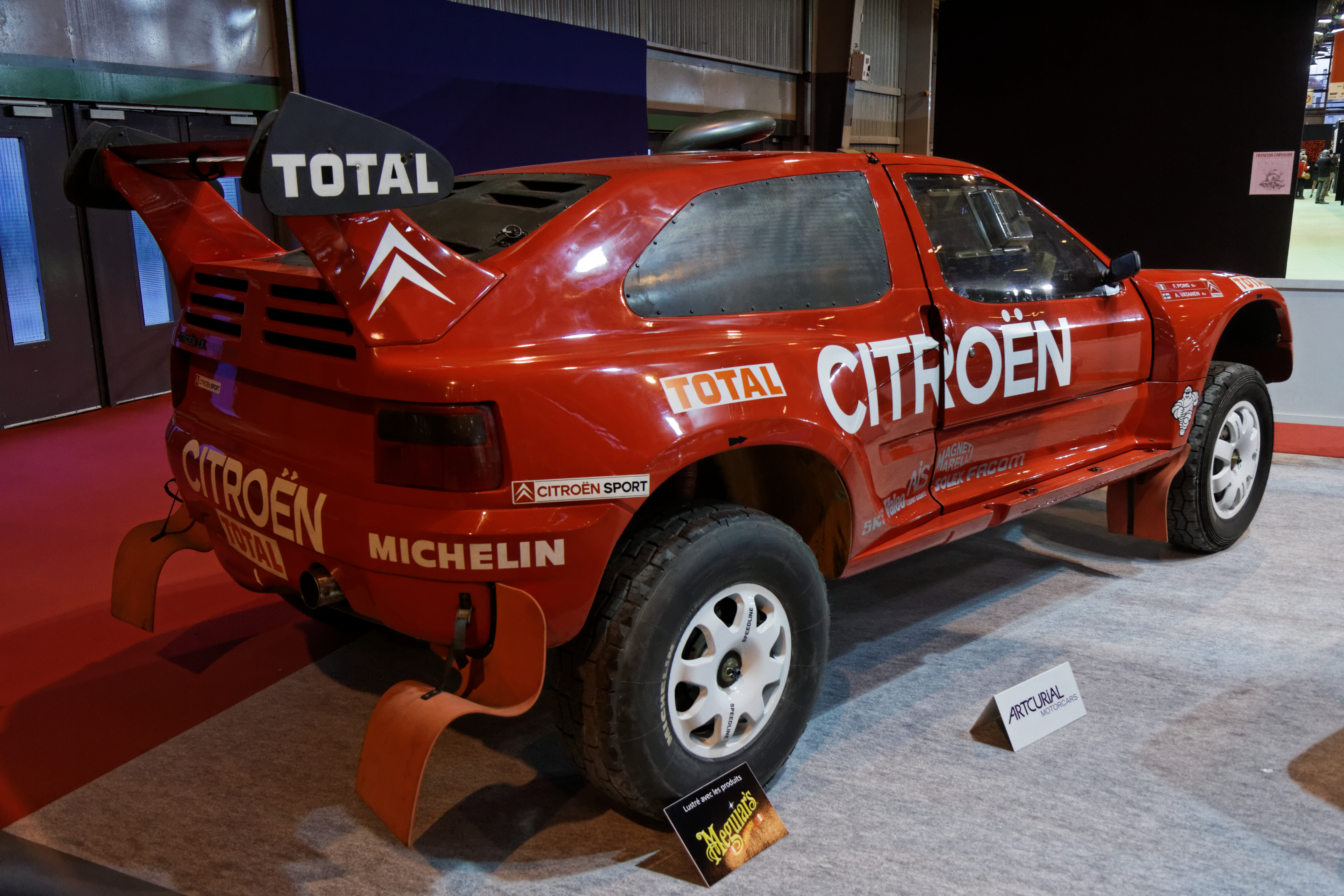
Citroën ZX Rallye-Raid 1994
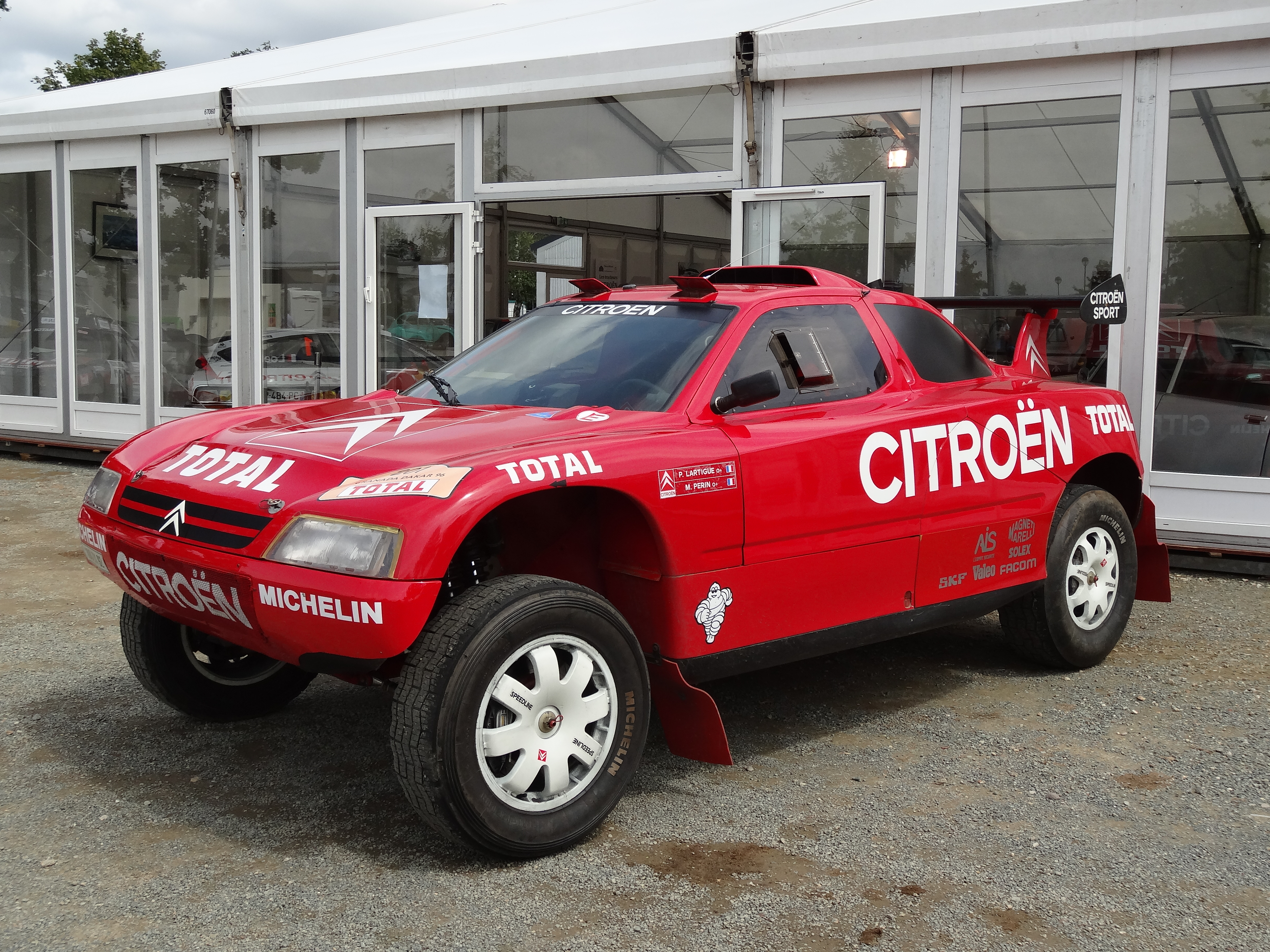
Citroën ZX Rallye-Raid 1995